# Davacaridae
Famille
Les Davacaridae sont une famille d'acariens mesostigmates. On connaît quatre espèces dans deux genres.

## Liste des genres
- Davacarus Hunter, 1970
- Acanthodavacarus Walter, 2004

## Publication originale
- Kethley, 1977 : A review of the higher categories of Trigynaspida (Acari: Parasitiformes). International Journal of Acarology, vol. 3, n. 2, p. 129-149.